# Манная каша
Манная каша — каша из манной крупы. Готовится на молоке, или на воде, обычно с солью и сахаром. При подаче могут добавлять сливочное масло, корицу, изюм, фрукты, ягоды, варенье. Является распространённым блюдом детского питания, а также завтраком.
Чтобы приготовить манную кашу без комков, крупу всыпают тонкой струйкой в горячее молоко, постоянно помешивая.
Пудинг из манной крупы ели в Европе со времен Римской империи. Книга рецептов Апиция (датированна примерно IV веком нашей эры) описывает манную кашу, приготовленную из крупы (фарины), смешанной с миндалем, изюмом и вином из изюма.

## Россия
Василий Лёвшин в «Русской поварне» (1816) рекомендует готовить манную кашу-размазню на молоке пополам со сливками. В кулинарной книге Елены Молоховец (1861) также приводится рецепт манной каши на бульоне.
Изысканный вариант манной каши — это гурьевская каша, традиционное блюдо русской кухни.

## Скандинавия

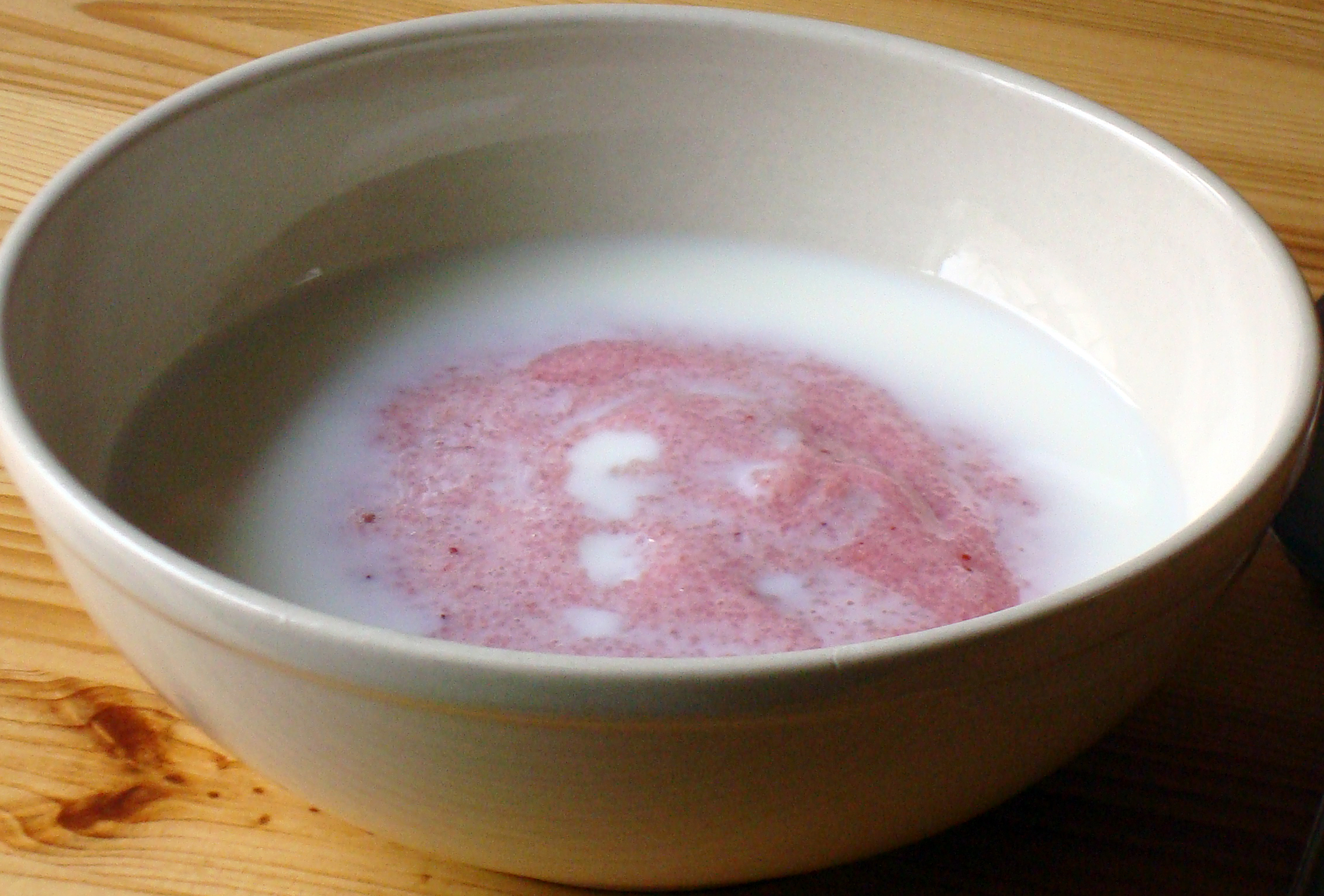
Шведская манная каша или Klappgröt

В Финляндии, Норвегии, Швеции и Эстонии готовят сладкую десертную манную кашу с ягодами, обычно брусники. Манную крупу варят в ягодном сиропе, а после остывания взбивают. В Финляндии она называется vispipuuro («взбитая каша»), в Норвегии russedessert («русский десерт»), в Швеции vispgröt/klappgröt/klappkräm и mannavaht в Эстонии.

## Великобритания
В Великобритании встречается название манный пудинг (semolina pudding) и манная каша (semolina porridge). Консистенцию пудинга можно получить, используя больше манной крупы и выпекая, а не отваривая кашу.

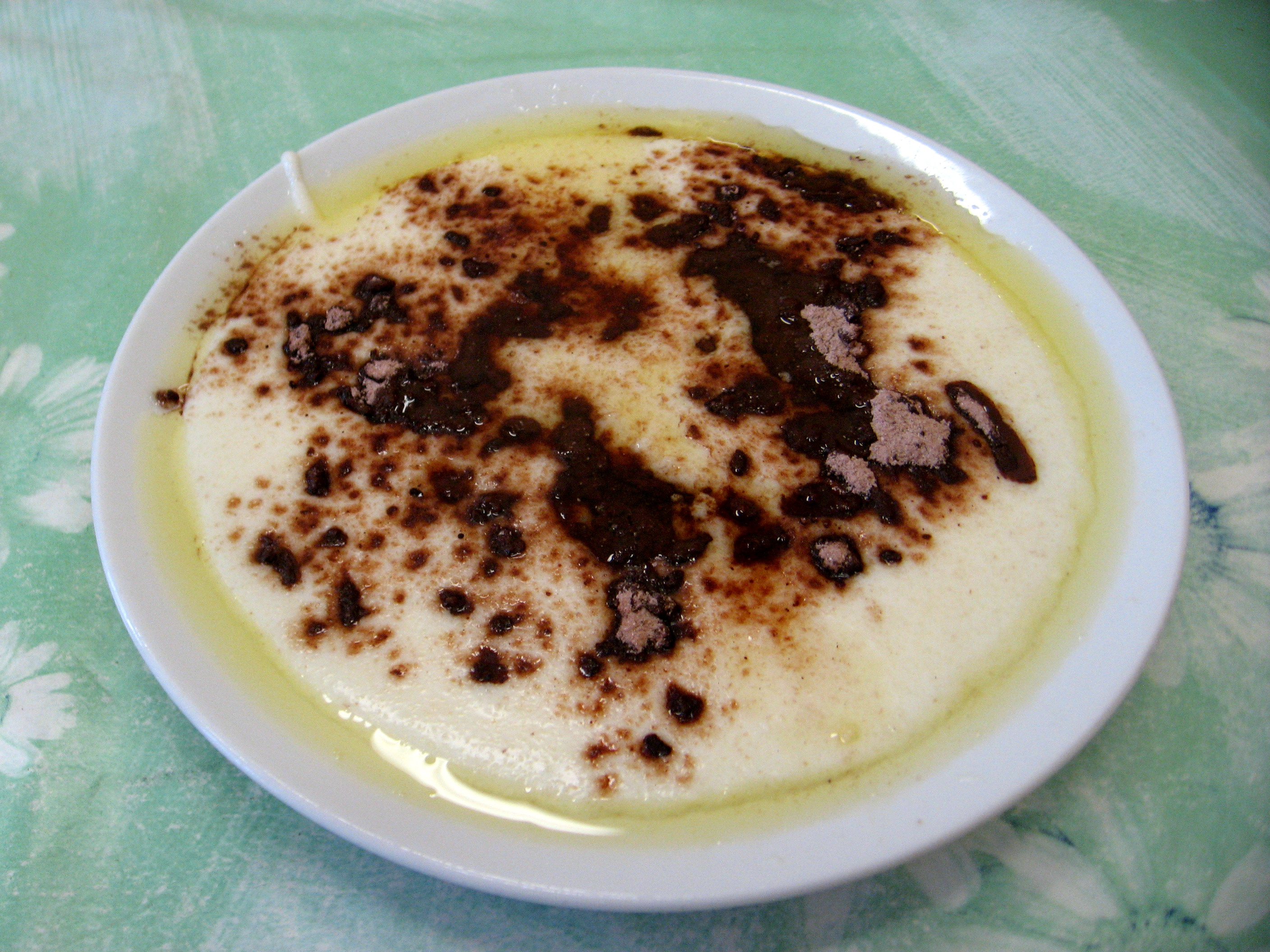
Манная каша с какао

## Чехия, Словакия, Австрия, Германия, Словения
Чехи называют это krupičná kaše или krupicová kaše, словаки krupicová kaša, австрийцы Grießkoch, немцы Grießbrei и словенцы kaša iz pšeničnega zdroba. Её подают теплой, посыпав какао и сахаром и полив растопленным сливочным маслом. Иногда могут использоваться другие добавки для вкуса, такие как корица, мёд, вишневый компот, тертый шоколад, ромовый напиток Туземак и т.д.

## Румыния
В Румынии её называют griș cu lapte. Можно добавить джем, цукаты, корицу и изюм. После приготовления заготовку выливают в форму для кекса. Его подают теплым или холодным. Слово griș может происходить от немецкого Grieß, похожего на английское grit.

## Венгрия
Венгры называют это блюдо tejbegríz или tejbedara, что означает «манная крупа в молоке». Обычно готовят с большим количеством сахара, небольшим количеством масла и щепоткой соли. Его подают теплым либо просто так, либо посыпав какао-порошком, сахаром с корицей, иногда со свежими или консервированными фруктами, джемом, ванилью, кусочками шоколада; современные добавки включают мороженое, взбитые сливки, коричневый сахар, кленовый сироп, цукаты, мюсли, тыквенные семечки и т.д. Аналогичный, но гораздо более густой продукт, похожий на пудинг, предварительно приготовленный и упакованный как полуфабрикат, купленный в магазине, продаётся под названием grízpuding.

## Литва
В Литве это блюдо называется manų košė. Обычно его готовят на смеси воды, молока и сахара и всегда подают теплой, с корицей и сахаром, а иногда и с джемом.

## Сирия
Это блюдо хорошо известно в Дамаске и Алеппо (а также в других частях Сирии) как Мамония. Его готовят, добавляя в кипящую воду поджаренную на масле манную крупу, смешанную с сахаром, а иногда и с кусочками корицы. Затем его подают с различными начинками, такими как белый сыр, корица и фисташки.